# 日向三代
日向三代（ひむかさんだい/ひゅうがさんだい）是日本神話的地神五代之內，瓊瓊杵尊・火折尊・鸕鶿草葺不合尊的三柱神及祂們的時代。皇室的祖先在日向的時代，大概在天孫降臨和神武東征之間。